# Convenção do Partido Republicano no Alasca em 2012
A eleição primária do Partido Republicano do Alasca em 2012 foi realizada em 6 de março de 2012. O Alaska terá 27 delegados na Convenção Nacional Republicana.

## Resultados
| Eleição primária do Partido Republicano no Alasca em 2012 | Eleição primária do Partido Republicano no Alasca em 2012 | Eleição primária do Partido Republicano no Alasca em 2012 | Eleição primária do Partido Republicano no Alasca em 2012 |
| Candidato                                                 | Votos                                                     | Percentagem                                               | Estimativa de delegados nacionais                         |
| --------------------------------------------------------- | --------------------------------------------------------- | --------------------------------------------------------- | --------------------------------------------------------- |
| Mitt Romney                                               | 4.225                                                     | 32,6%                                                     | 8                                                         |
| Rick Santorum                                             | 3.762                                                     | 29%                                                       | 7                                                         |
| Ron Paul                                                  | 3.105                                                     | 24%                                                       | 6                                                         |
| Newt Gingrich                                             | 1.834                                                     | 14,2%                                                     | 3                                                         |
| Estimativa de delegados:                                  | Estimativa de delegados:                                  | Estimativa de delegados:                                  | 3                                                         |
| Totals                                                    | 12.926                                                    | 100,0%                                                    | 27                                                        |

| Obs: | Desistiu da disputa |